# Neohygrophorus angelesianus
Neohygrophorus angelesianus är en svampart som först beskrevs av A.H. Sm. & Hesler, och fick sitt nu gällande namn av Rolf Singer 1962. Neohygrophorus angelesianus ingår i släktet Neohygrophorus och familjen Hygrophoraceae.   Inga underarter finns listade i Catalogue of Life.